# Niall mac Máel Sechnaill
Niall mac Máel Sechnaill (mort en 1061)  roi d'Ailech  de 1036 à 1061.

## Origine
Niall mac Máel Sechnaill  est un descendant de Domnall mac Áeda  fils de l'Ard ri Erenn Áed Findliath  Il est  le plus jeune des deux fils de  Máel Sechnaill   Rig Domma (i.e Héritier présomptif ) d'Ailech mort en 997  et dont le père Máelruaidh tué par le cenél Conaill en 941  et le grand-père Flann mort en 906  furent des  héritiers désigné du royaume du Nord sans jamais avoir l'occasion d'accéder au trône .

## Roi d'Ailech
En 1023 avec la tribu des Ciannachta de Glengiven dans le comté de Derry il se révolte contre son  frère aîné Lochalainn seigneur d'Inis Éoghain et de Magh-Itha qui est tué dans le combat. En 1031 avec l'ensemble du Cenél nEógain il entreprend  une campagne jusqu'à Tullahoge dans le comté de Tyrone mais il doit se retirer sans avoir pu piller la région.
En 1036 il réussit à devenir roi d'Ailech en s'imposant comme successeur de Flaithbertach Ua Néill dont les deux fils aînés sont morts. En 1044 il organise un raid contre le Ui Meith dans le district de Cuailgne dans le comté de Louth et capture 200 vaches et de nombreux otages cette expédition punitive est réputée être une revanche de la violation d'un serment fait sur la cloche de Saint-Patrick. Avec le même prétexte, il organise de nouveau une expédition à Morne dans le comté de Monaghan.  
En 1047 il attaque au sud de la Boyne  la plaine de Brega  et en 1056 le sud de l'Ulaid  l'actuel comté de Down et en ramène 200 vaches et 60 prisonniers. 
Il meurt en 1061  et a comme successeur son neveu Ardgar mac Lochlainn (mort en 1064). Selon Francis J. Byrne ce dernier est un des ancêtres possible des Ua Lochlainn qui rivaliseront ensuite avec les Uí Néill pour le contrôle du Cenél nEógain,.

## Postérité
Niall mac Máel Sechnaill,  laisse trois fils qui se succèdent sur le trône d'Ailech.
- Domnall mac Néill roi d'Ailech de 1067-1068 ;
- Aed mac Néill roi d'Ailech de 1068 à 1083
- Donnchad mac Néill roi d'Ailech en 1083

## Sources
- (en) Seamus O' Ceallaigh Problems with the O'Neill Pedigree dans « Gleamings from Ulster History », Cork University Press, Cork, 1951.
- (en) Francis J. Byrne, Irish Kings and High Kings, Dublin, Four Courts Press, 2001 (ISBN 1851821961).
- (en) T.W Moody, F.X. Martin et F.J. Byrne, A New History of Ireland IX Maps, Genealogies, Lists. A companion to Irish History part II, Oxford, Oxford University Press, 2011, 690 p. (ISBN 978-0-19-959306-4).